# Tesia cyaniventer
La tesia cejiamarilla (Tesia cyaniventer) es una especie de ave paseriforme de la familia Cettiidae propia del sureste de Asia.

## Distribución y hábitat
Se encuentra en el sudeste de Asia desde el Himalaya hasta el sur de China e Indochina, distribuido por Nepal, Bután, el norte de la India, Bangladés y el sur de China, Birmania, Laos, Camboya, Tailandia y Vietnam. Su hábitats naturales son los bosques de montaña húmedos tropicales subtropicales.